# Michelle Spillner

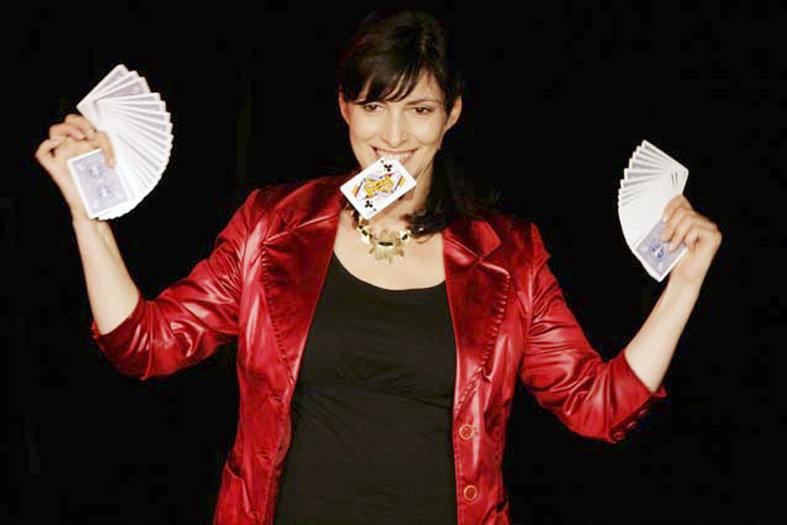
Michelle Spillner

Michelle Spillner (* 5. Oktober 1967 in Gießen) ist eine deutsche Zauberkünstlerin, Autorin, Fotografin und Journalistin.

## Leben
Im Hauptberuf ist Michelle Spillner freie Journalistin und Fotografin, die vorwiegend für die Frankfurter Neue Presse tätig ist. Parallel dazu übt sie ebenso hauptberuflich die Zauberkunst aus, die sie europaweit präsentiert.
Die Journalistin und Autorin
Für die Zeitung Frankfurter Neue Presse berichtet Michelle Spillner über Aktuelles und schreibt Porträts.
Für die Zauberzeitschrift Magische Welt hat sie mehrere Beiträge verfasst. Seit 2016 ist sie Chefredakteurin des Vereinsorgan „Magie“ des Magischen Zirkels von Deutschland
Die Zauberkünstlerin
Als Zauberin hat sie sich besonders der Zauberkunst am Tisch verschrieben, die sie mit Können und charmanter Ironie präsentiert. Ihr Soloprogramm „Alles Lüge – echt wahr“ spielt sie in deutschsprachigen Kleinkunsttheatern.

## Veröffentlichungen
- Der Beste Sommer unseres Lebens – Überleben ist erst der Anfang, adeo Edition, 2019, ISBN 3-86334-218-6, 256 Seiten

## Auszeichnungen
- 3. Platz Kartenkunst bei den Vorentscheidungen zur Deutschen Meisterschaft des MZvD, 1995
- 3. Platz Kartenkunst bei den Deutschen Meisterschaften der Zauberkunst, 1996
- 1. Platz internationaler close-up Wettbewerb der Zauberkünstlerinnen in Freyburg/Unstrut, 1998
- 2. Platz Close-up-Zauberkunst bei den Vorentscheidungen zur Deutschen Meisterschaft, 2001